# Cercemaggiore
Cercemaggiore is een gemeente in de Italiaanse provincie Campobasso (regio Molise) en telt 4158 inwoners (31-12-2004). De oppervlakte bedraagt 56,5 km², de bevolkingsdichtheid is 74 inwoners per km².

## Demografie
Cercemaggiore telt ongeveer 1574 huishoudens. Het aantal inwoners daalde in de periode 1991-2001 met 8,2% volgens cijfers uit de tienjaarlijkse volkstellingen van ISTAT.
| Jaar | Inwoneraantal |
| ---- | ------------- |
| 1991 | 4655          |
| 2001 | 4272          |

## Geografie
Cercemaggiore grenst aan de volgende gemeenten: Castelpagano (BN), Cercepiccola, Gildone, Jelsi, Mirabello Sannitico, Morcone (BN), Riccia, Santa Croce del Sannio (BN), Sepino.